# Mellilla xanthometata
Mellilla xanthometata là một loài bướm đêm trong họ Geometridae.